# Inizio
Inizio (tidigare Sverige Tycker) är ett svenskt företag som bland annat producerar opinionsundersökningar inför svenska riksdagsval. Dessa presenteras huvudsakligen i tidningen Aftonbladet.